# Mio Mushika
Mio Mushika (jap. 虫賀 心央 Mushika Mio; * 21. Juli 2005 in Aichi) ist eine japanische Tennisspielerin und die jüngere Schwester von Chiho und Zwillingsschwester von Mao Mushika, die ebenfalls professionell Tennis spielen.

## Karriere
Mio Mushika spielt bislang vorrangig Turniere der ITF Junior Tour und der ITF Women’s World Tennis Tour, wo sie bislang einen Titel im Einzel und drei im Doppel gewinnen konnte.
2022 erreichte sie bei den Australian Open als Qualifikantin das Hauptfeld im Juniorinneneinzel, wo sie in der ersten Runde gegen Giorgia Pedone mit 2:6 und 3:6 verlor. Im Juniorinnendoppel erreichte sie mit ihrer Zwillingsschwester Mao mit Siegen über Aya El Aouni und Angella Okutoyi sowie Yaroslava Bartashevich und Xenija Saizewa das Viertelfinale, wo die beiden dann gegen Charlotte Kempenaers-Pocz und Taylah Preston mit 4:6 und 0:6 verloren. Im November 2022 erreichte sie mit Mao das Viertelfinale im Damendoppel bei den Meitar Open.

### College Tennis
Mio Mushika wird ab Herbst 2024 für die Damentennismannschaft der Toreros der University of San Diego spielen.

## Turniererfolge

### Einzel
| Nr. | Datum        | Turnier | Kategorie | Belag     | Finalgegnerin | Ergebnis |
| --- | ------------ | ------- | --------- | --------- | ------------- | -------- |
| 1.  | 25. Mai 2024 | Fukui   | ITF W15   | Hartplatz | Shiho Akita   | 7:5, 6:4 |

### Doppel
| Nr. | Datum             | Turnier   | Kategorie | Belag     | Partnerin   | Finalgegnerin                    | Ergebnis          |
| --- | ----------------- | --------- | --------- | --------- | ----------- | -------------------------------- | ----------------- |
| 1.  | 22. April 2023    | Osaka     | ITF W15   | Hartplatz | Aoi Itō     | Choi Ji-hee Lee Ya-hsuan         | 6:4, 65:7, [10:6] |
| 2.  | 22. Dezember 2023 | Papamoa   | ITF W25   | Hartplatz | Hikaru Satō | Michaela Bayerlová Alana Parnaby | 6:4, 5:7, [10:8]  |
| 3.  | 8. Juni 2024      | Kawaguchi | ITF W15   | Hartplatz | Mao Mushika | Anri Nagata Yuan Chengyiyi       | 6:2, 6:2          |